# Ой стрічечка до стрічечки…
«Ой стрічечка до стрічечки…» — вірш Тараса Шевченка, написаний 1847 року в Орській фортеці.

## Написання
Збереглося два чистові автографи вірша у «Малій книжці» та у «Більшій книжці». Вірш датується за місцем автографа у «Малій книжці» серед творів 1847 року та часом перебування Шевченка з 22 червня 1847 по 11 травня 1848 року в Орській фортеці, орієнтовно: кінець червня — грудень 1847 року, місце написання — Орська фортеця.
Первісний автограф вірша не відомий. Після повернення Аральської описової експедиції до Оренбурга, орієнтовно наприкінці 1849-го (не раніше 1 листопада) або на початку 1850 року (не пізніше 23 квітня — дня арешту поета) Шевченко переписав вірш з невідомого автографа до «Малої книжки» (під № 15 восьмого зшитка за 1847 рік). У першому рядку спочатку було «Ой стрічечка до стрічечки», а потім виправлено: «Ой стрічечку до стрічечки». Переписуючи у Москві 15 березня 1858 року вірш з «Малої книжки» до «Більшої книжки», Шевченко повернувся до первісного варіанта рядка 1 в «Малій книжці»: «Ой стрічечка до стрічечки». Під віршем дата переписування до «Більшої книжки» — «15 марта».
Списки І. Лазаревського і невідомою рукою походять від автографа у «Малій книжці» після виправлення у рядку 1 («Ой стрічечку до стрічечки»).

## Публікація
Вперше вірш надруковано за «Більшою книжкою» у виданні: «Кобзарь Тараса Шевченка / Коштом Д. Е. Кожанчикова» (СПб., 1867 рік, стор. 375) і того ж року — у виданні: «Поезії Тараса Шевченка» (Львів, 1867 рік, том 2, стор. 220—221).

## Сюжет
У творі у веселих ритмах засобами народнопісенної поетики передано світлий, грайливий настрій дівчини.

## Музика
На музику твір поклали М. Лисенко, Я. Степовий, І. Островерхий, М. Радзієвський, В. Рибальченко, Л. Усачов, Г. Чхіквадзе, І. Шамо.